# Petäjäjärvi (sjö i Södra Savolax)
Petäjäjärvi är en sjö i Finland. Den ligger i kommunen Heinävesi i landskapet Södra Savolax, i den sydöstra delen av landet, 300 km nordost om huvudstaden Helsingfors. Petäjäjärvi ligger 105,6 meter över havet. Arean är 2,4 kvadratkilometer och strandlinjen är 16,25 kilometer lång. Sjön  ingår i Vuoksens huvudavrinningsområde.   I omgivningarna runt Petäjäjärvi växer i huvudsak blandskog. I Petäjäjärvi finns ön Verkkosaari.